# Шег'янський
Шег'я́нський (рос. Шегъянский) — починок у складі Шарканського району Удмуртії, Росія.

## Населення
Населення — 3 особи (2010; 13 у 2002).
Національний склад станом на 2002:
- удмурти — 100 %